# Segre (jornal)
Segre é um jornal publicado em Lérida pela Diari Segre, empresa do Grup Segre e com difusão nas Terras de Ponet e no Alt Pirineu. Possui escritórios em Balaguer, Tàrrega, La Seu d'Urgell, Pont de Suert e Tremp, e publica suplementos regionais.Foi publicado pela primeira vez em 3 de setembro de 1982.